# Gilbués
Gilbués là một đô thị thuộc bang Piauí, Brasil. Đô thị này có diện tích 3495,016 km², dân số năm 2007 là 10351 người, mật độ 2,96 người/km².